# Trichoniscus albidus
Trichoniscus albidus is een pissebed uit de familie Trichoniscidae. De wetenschappelijke naam van de soort is voor het eerst geldig gepubliceerd in 1880 door Frederik Meinert.